# Ball del Sant Crist de Salomó
El Ball del Sant Crist de Salomó és un espectacle de teatre medieval català declarat Festa Tradicional d'Interès Nacional el 18 de maig de 1999 per la Generalitat de Catalunya. El Ball del Sant Crist combina teatre, dansa i llum i pertany al gènere dels balls parlats, de molta tradició a les comarques del Camp de Tarragona. Posa en escena uns fets llegendaris que la tradició popular ha mantingut fins avui.
Inicialment, el Ball Parlat del Sant Crist de Salomó, es representava a l'exterior, com a espectacle de carrer. Actualment, des de l'any 1972, sota l'assessorament de l'Institut del Teatre de Barcelona, es fa a l'església. Les representacions escauen els quatre primers diumenges de maig a les 12 del migdia i les localitats són numerades.

## El Sant Crist de Salomó: història i llegenda
El "Sant Crist de Salomó" és el centre d'una indestriable amalgama de relats a cavall de la llegenda i la història, i impregna, al seu torn, la història del poble i la seva realitat artística, associativa i cultural en l'actualitat. Sovint, una cosa porta a l'altra: el llinatge Nin, la Capella i el Ball del Sant Crist, cal Cadernal i gran part dels esdeveniments històrics no es poden explicar fora d'un context en què cada un és l'anella d'una mateixa cadena.

### La llegenda
La llegenda explica que el mercader Josep Nin, un dels membres més antics del llinatge Nin de Salomó, va rescatar la Imatge d'un Crist Crucificat que de temps immemorials retenia un comerciant musulmà a Alger. Josep Nin havia decidit anar a comprar un carregament de blat al Magrib davant la fam que patia la comarca, colpida per un seguit de males collites causades per la sequera. En descobrir el Crucifix, Josep convertí el seu rescat en l'objectiu prioritari. Aconseguit amb molt d'esforç, fou portat a Salomó on, vistos els miracles i meravelles capaç d'obrar, fou declarat sant patró i protector del poble.

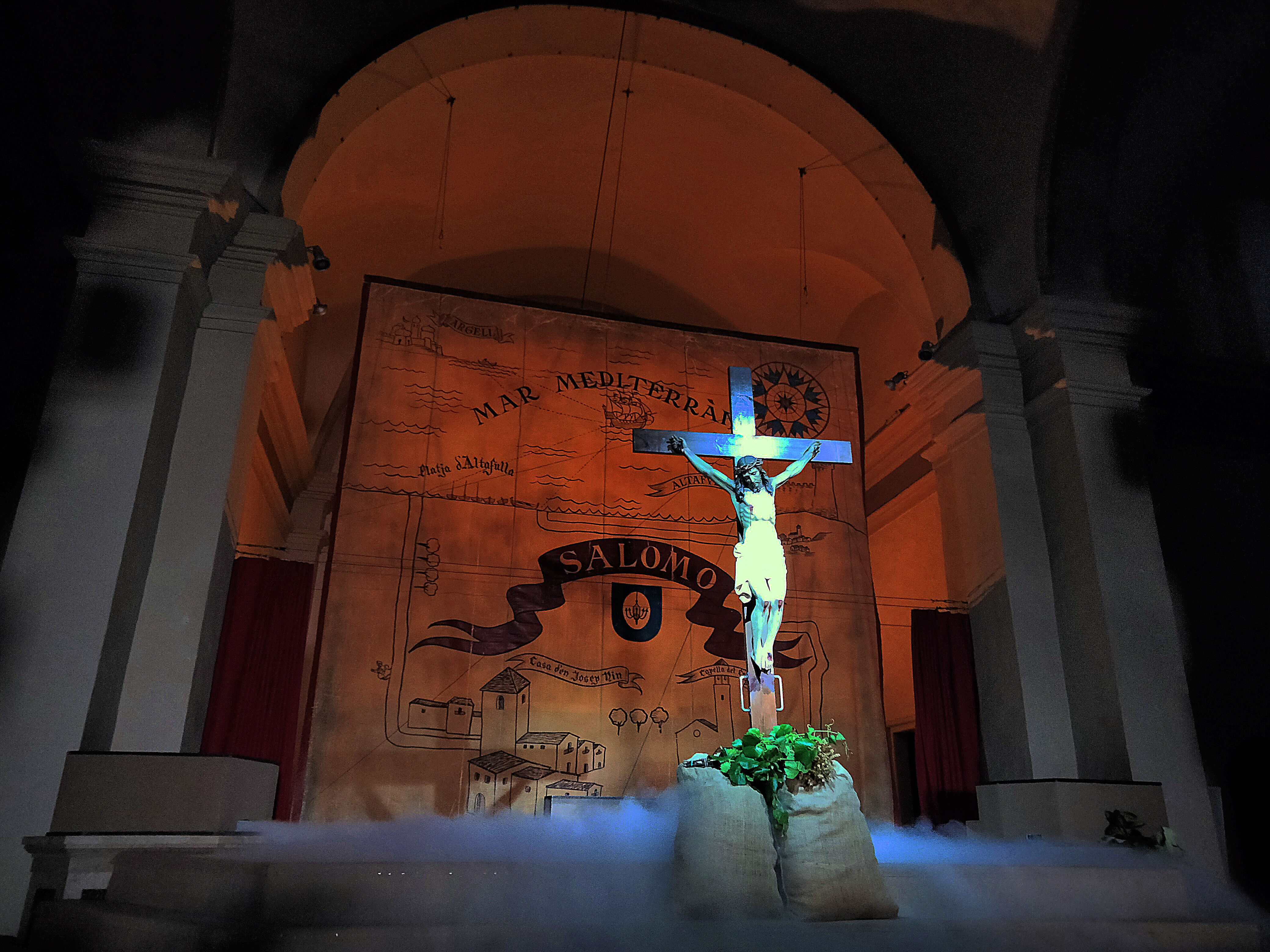
El Sant Crist al final de la representació teatral

L'adquisició fou el resultat d'un miracle. Mahomet, el mercader algerià, es negava a desprendre's de la Imatge, i sols va accedir a la venda a canvi del seu pes en plata. Però la balança s'equilibrà així que es comptaren trenta monedes. Creient-se víctima d'una estafa adduint pràctiques de bruixeria, Mahomet es negava a complir el tracte, raó per la qual, Josep Nin va recórrer a la justícia del soldà, que li donà la raó. Després de superar un darrer i desesperat intent de Mahomet per retenir el Crucifix, Josep Nin va embarcar-lo, juntament amb el blat, per emprendre el viatge de retorn a Salomó, que feren en un sol dia. Desembarcaren a Altafulla i fou immediatament traslladat a l'església de Salomó.
Naixia l'aurèola d'una Imatge prodigiosa capaç d'obrar els miracles més inversemblants, i Salomó esdevingué un important centre de devoció i d'atracció de pelegrins. Procedien, sobretot, de les comarques del Penedès i del Camp de Tarragona, en especial, dels pobles costaners. El fervor religiós que desvetllà la imatge es reflectí en nombroses romeries que tenien per objectiu la veneració de la Imatge.

### La història
El Ball del Sant Crist és una barreja d'episodis llegendaris i fets històrics, essent gairebé impossible de distingir la fina línia que els separa. Això no obstant, nombrosa documentació d'arxiu prova l'existència del llinatge Nin i la seva vinculació amb el Sant Crist de Salomó i tot el que el rodeja.

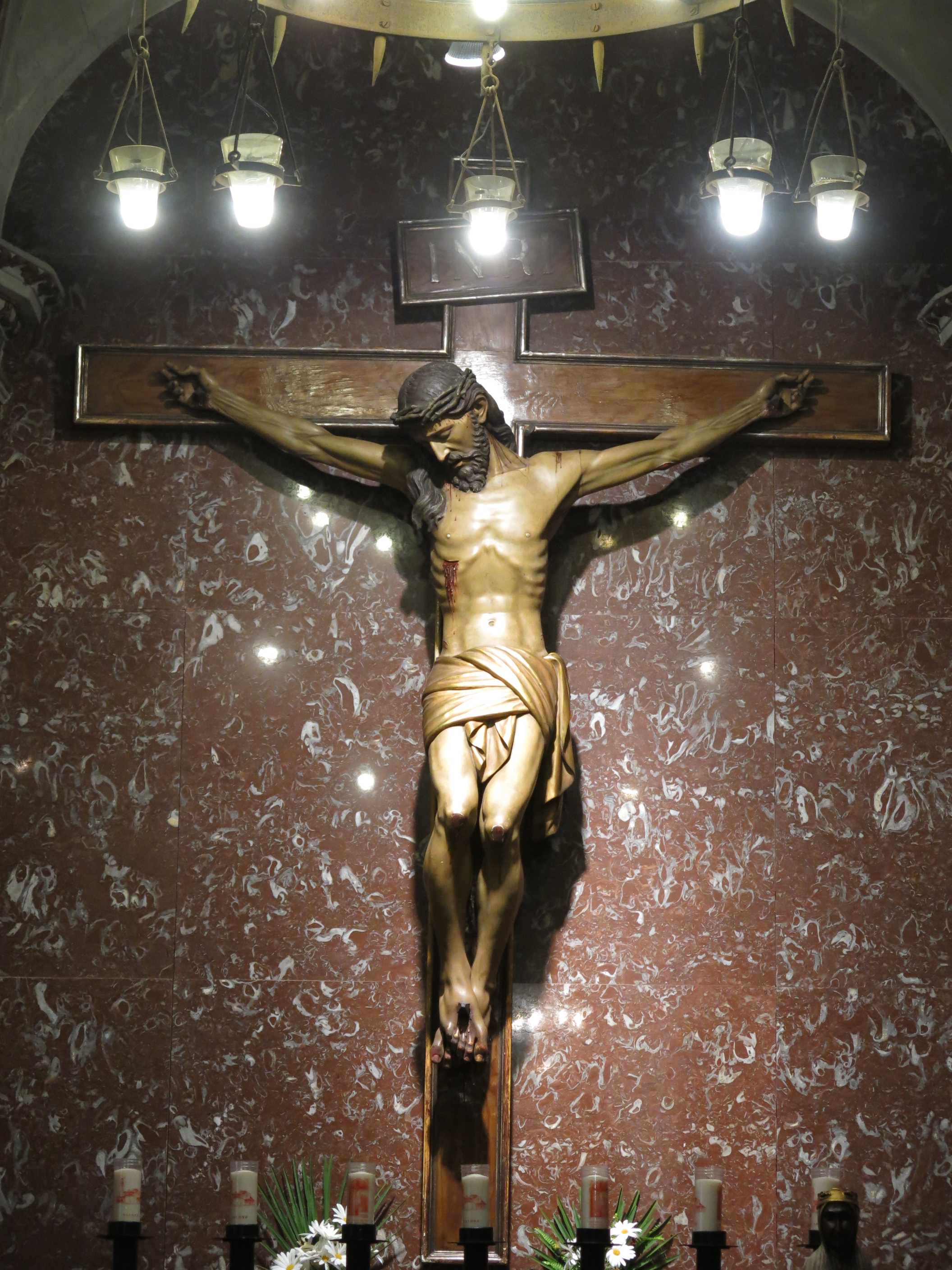
El Sant Crist de l'església de Santa Maria de Salomó

Miquel Aymamí afirma que Josep Nin atorgà testament el diumenge, 29 de juliol de 1607, en el qual, decideix demanar al bisbe de Barcelona el permís per a instal·lar un panteó familiar prop del Sant Crist, i promet d'alimentar una llàntia perpètua amb l'oli de les seves collites. Malgrat que aquest document es va cremar amb la resta de registres parroquials, l'any 1936, la documentació posterior demostra l'acompliment d'aquestes clàusules i en confirma la seva veracitat. L'any 1707, Joan de Nin manà ser sepultat en el panteó dels seus avantpassats, situat a l'església parroquial de Salomó; i tanmateix, en la venda del patrimoni dels Nin als Fontanilles, l'any 1709, s'ordena per escrit: E sàpia lo comprador que ultra de dits censos, delmes, taschas i altres càrrechs hage perpètuament de fer cremar, tant de dia com de nit, la llàntia que és devant la Imatge del Sant Christo de la Capella que es troba edificada i construïda en la Iglesia parrochial de dit lloch de Salamó, així i de la manera que lo dit quondam (difunt) Joan de Nin y sos antecessors la han feta cremar de son oli propri, ara sia per obligació, devoció o altrament. També és una prova irrefutable l'existència d'una capella provisional a l'església de Salomó destinada al Sant Crist, segons documents de l'Arxiu Diocesà de Barcelona.
A partir d'aquestes dates –segona meitat del segle XVI– el Crist de Salomó esdevingué el centre neuràlgic d'una intensa activitat que es projectà en diversos àmbits. S'instituïren capellanies, i es va fundar la Confraria del Sant Crist de Salomó, els estatuts de la qual foren aprovats pel bisbe de Barcelona, l'any 1691.
Fou, probablement, a partir de les iniciatives de la Confraria, que es produí una intensa activitat literària i artística. La tradició popular es traduí, en primer lloc, en la composició d'uns goigs en honor del Sant Crist. Els primers exemplars impresos daten de mitjan segle xviii, i la gran demanda de què eren objecte va obligar a fer-ne moltes impressions: més de 35 edicions fins ara. La lletra és un resum de la tradició oral.
Així doncs, la literatura popular de tradició oral de la llegenda es plasmà per escrit en els goigs, i més tard fou adaptada per a ser representada com una obra dramàtica del gènere dels balls parlats: el Ball del Sant Crist de Salomó, escrit pel vallenc Marc Fusté entorn del 1840. L'any 1843, el secretari de Salomó, Josep Cardona, en va fer una còpia manuscrita, que és la versió més antiga conservada.

## El Ball Parlat del Sant Crist de Salomó
El ball parlat és un tipus d'espectacle de carrer en el que convergeixen la dansa –música i coreografia- i els elements teatrals –textos dramatitzats, escenografia i tramoia. El Ball del Sant Crist de Salomó és un ball parlat hagiogràfic, i posa en escena la narració del rescat del Crucifix pel mercader Josep Nin. Un narrador feia la presentació de la història; a continuació, els actors reproduïen les escenes; l'actuació es tancava amb el parlament del diable, la finalitat del qual era recaptar fons entre els espectadors.

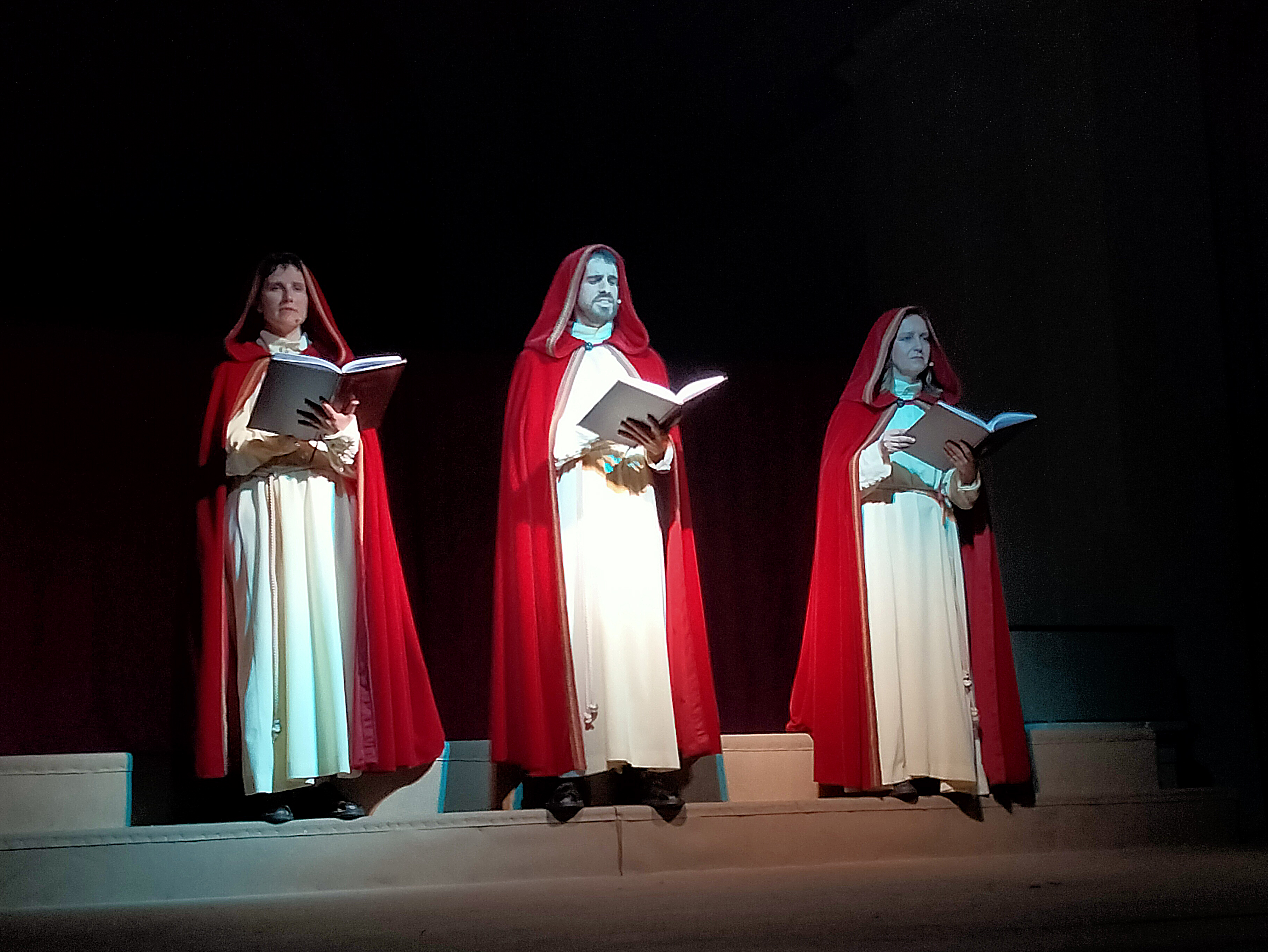
Els narradors de la història

Les representacions tenen el seu inici a mitjan segle xix i s'anaven fent de manera intermitent, no menys d'una vegada cada dècada, però sense una regularitat fixada. Durant el segle xx, tenim notícia de representacions els anys 1901, 1911, 1925, 1939, 1940, 1941, 1954 i 1965. Des de 1972, van adquirir l'actual freqüència anual. L'any 1992, el Ball del Sant Crist fou representat al marc incomparable de la Catedral de Tarragona en els actes de commemoració del 900 aniversari de la Seu Metropolitana. Ha estat l'única representació fora de Salomó al llarg de la seva història més que centenària.

### El text dramatitzat
El text d'aquest espectacle d'arrels medievals ha estat objecte de diverses versificacions, manuscrites o impreses, en català i també en castellà. La descrita estructura inicial anà canviant en el decurs dels anys. Una de les modificacions més importants fou la composició de mossèn Marçal Martínez, rector de Salomó, per a les representacions de 1940 i 1941. Sobre la base d'aquesta versió, ell mateix n'adaptà una altra, sensiblement reduïda en el nombre de quadres escenificats. Per mantenir la integritat del relat, hom va recórrer al recurs d'introduir uns cronistes narradors que intervenen a l'inici de l'obra, intercalen la seva presència de manera intermitent, i la tanquen amb un epíleg.

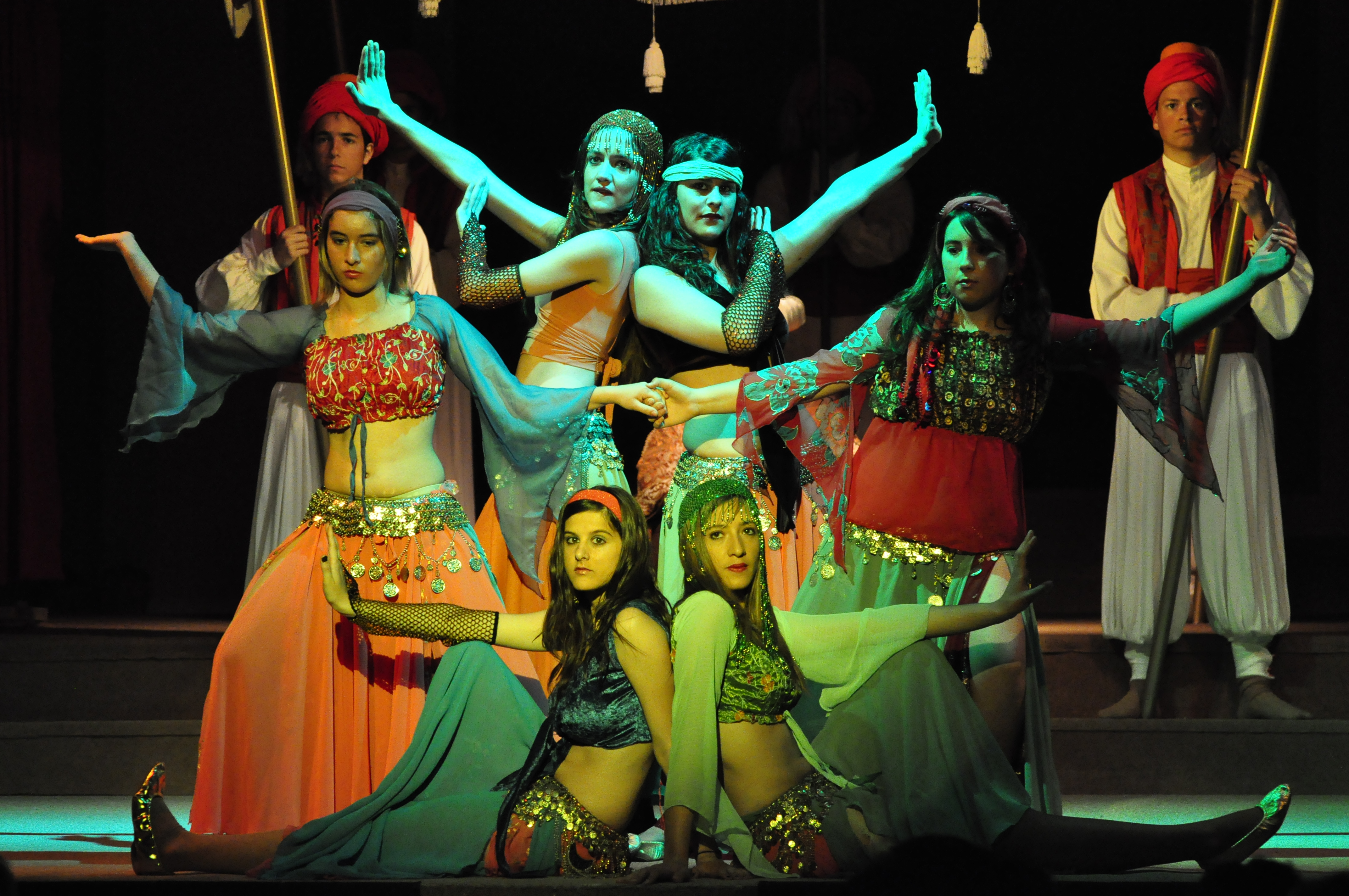
Dansa àrab

L'estrena d'aquesta versió es produí l'any 1972, i formava part d'una profunda revisió estructural de l'espectacle, a instàncies de personalitats tan rellevants com Fabià Puigserver i Iago Pericot, de l'Institut del Teatre de Barcelona. Com hem dit, les representacions esdevenien anuals, els quatre primers diumenges de maig; l'escena abandona el carrer i es trasllada al temple parroquial; es renova el vestuari i es modernitzen els recursos tècnics i la tramoia. La Generalitat de Catalunya va atorgar al Ball del Sant Crist la distinció de Festa Tradicional d'Interès Nacional, l'any 1999. Més recentment, l'any 2010, la Generalitat de Catalunya va declarar el Ball del Sant Crist com a Festa patrimonial d'interès nacional.
En definitiva, allò més destacable del Ball del Sant Crist, per a Salomó, és que ha sabut mantenir una tradició d'arrel immemorial. I que per a fer-ho és capaç de mobilitzar més d'un centenar de persones –supera la quarta part del cens- esdevenint, alhora, un component de cohesió i d'identificació de tot un poble, de promoció i projecció exterior contribuint a l'enriquiment de la cultura catalana. Tots aquests atributs culturals fan del Ball del Sant Crist un focus de recepció de visitants que agafen el relleu d'aquelles antigues peregrinacions carregades d'esperit religiós, essent un autèntic aparador de Salomó a l'exterior.

## Desenvolupament de la representació en imatges

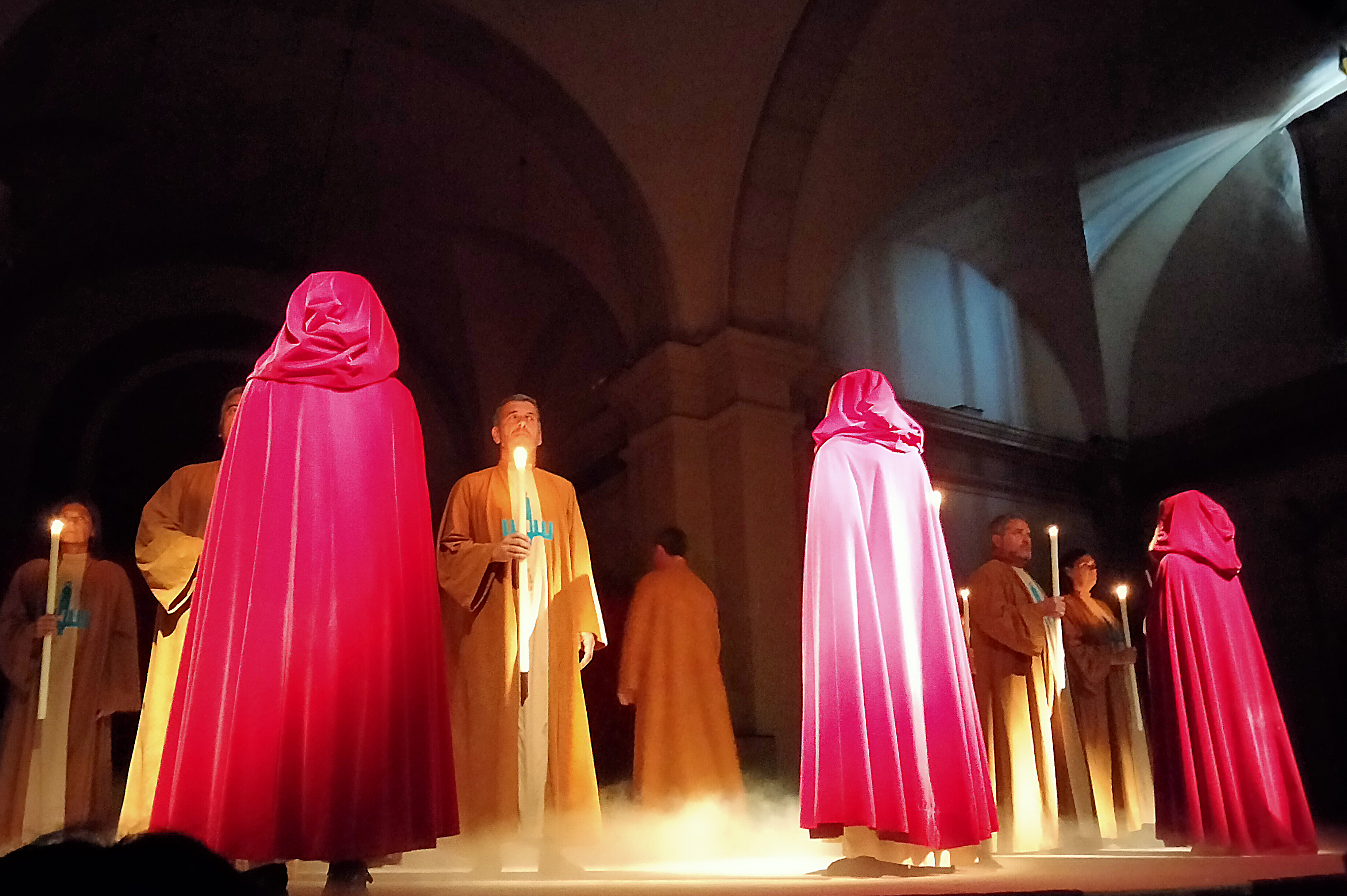
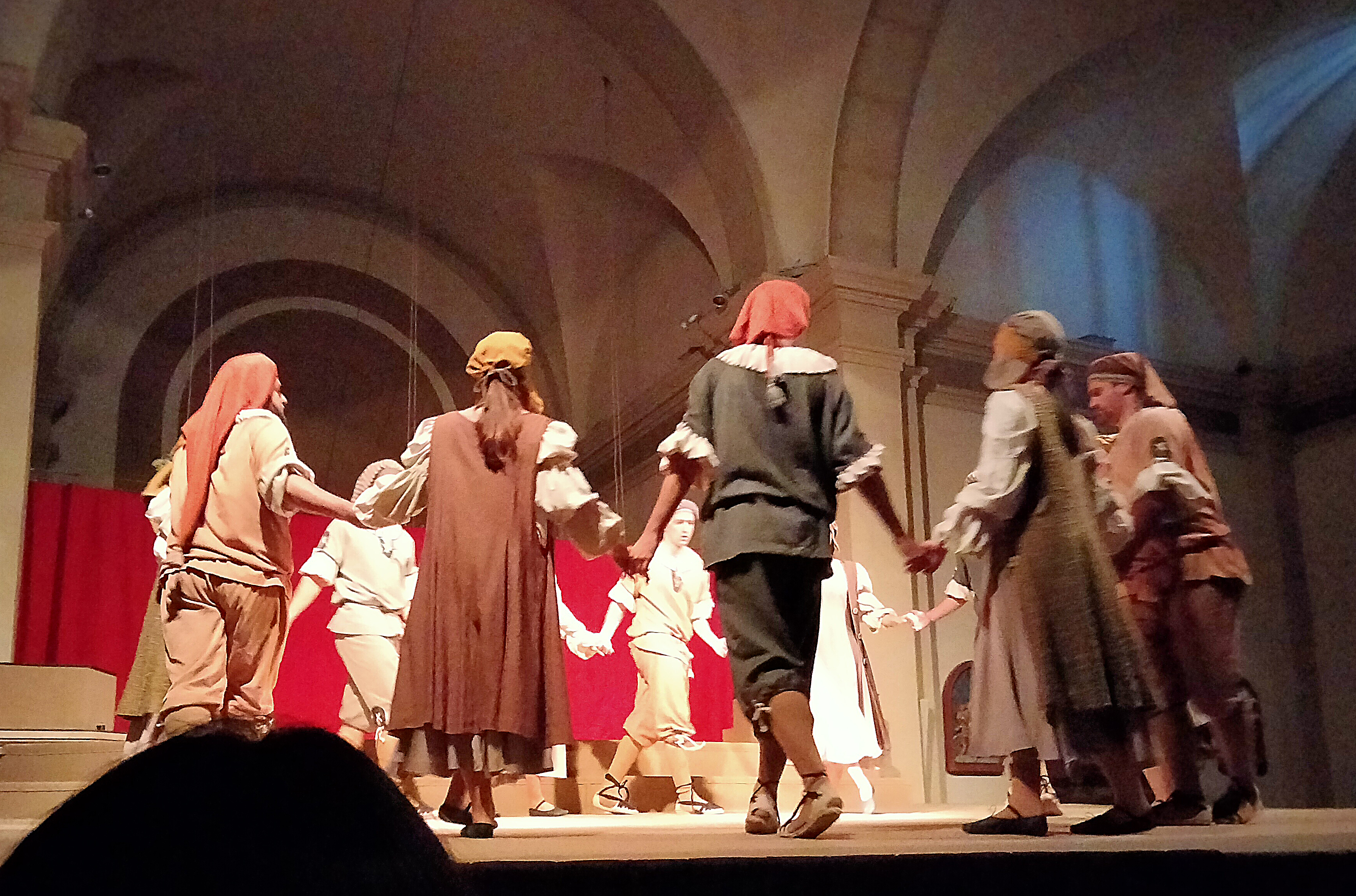
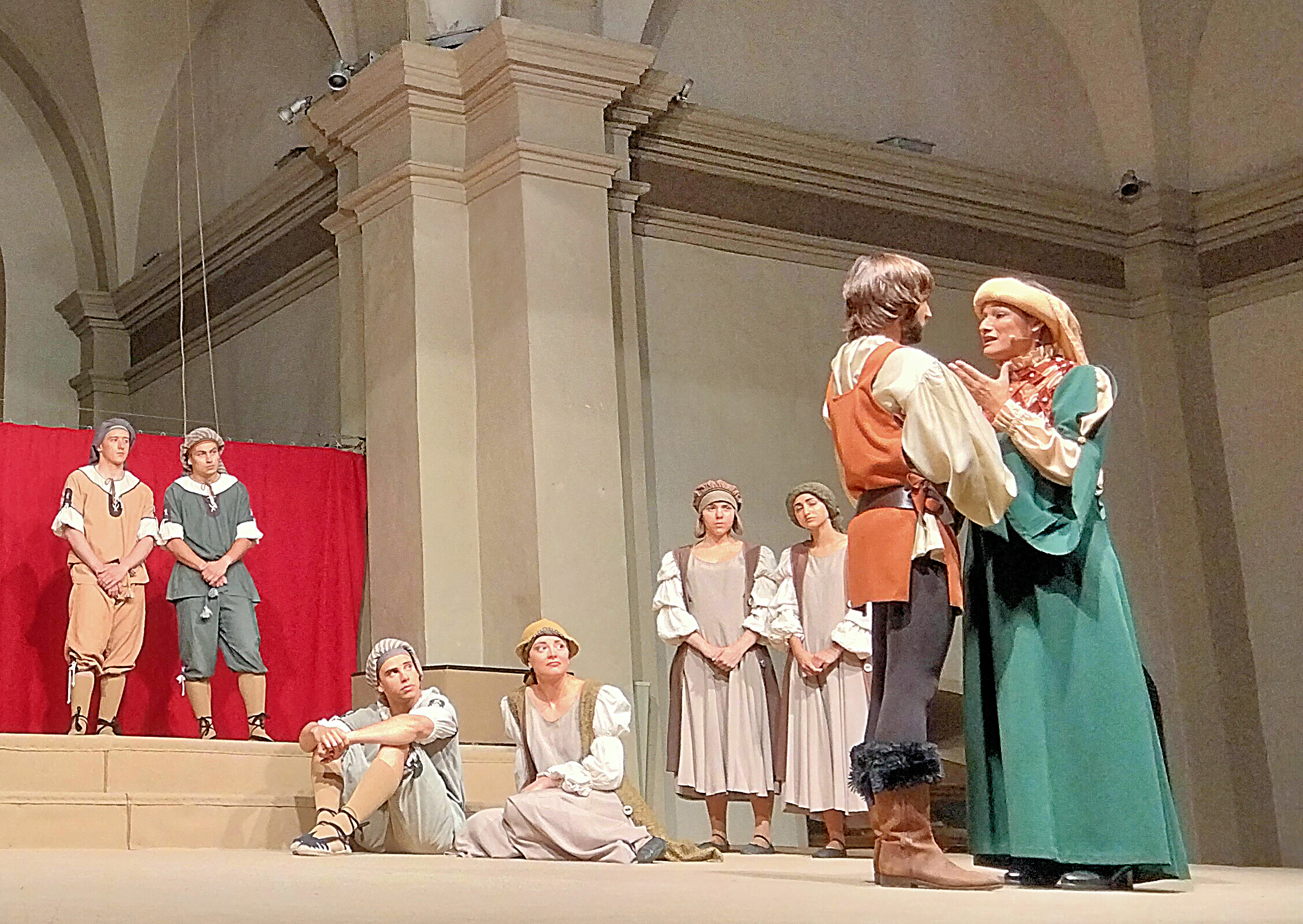
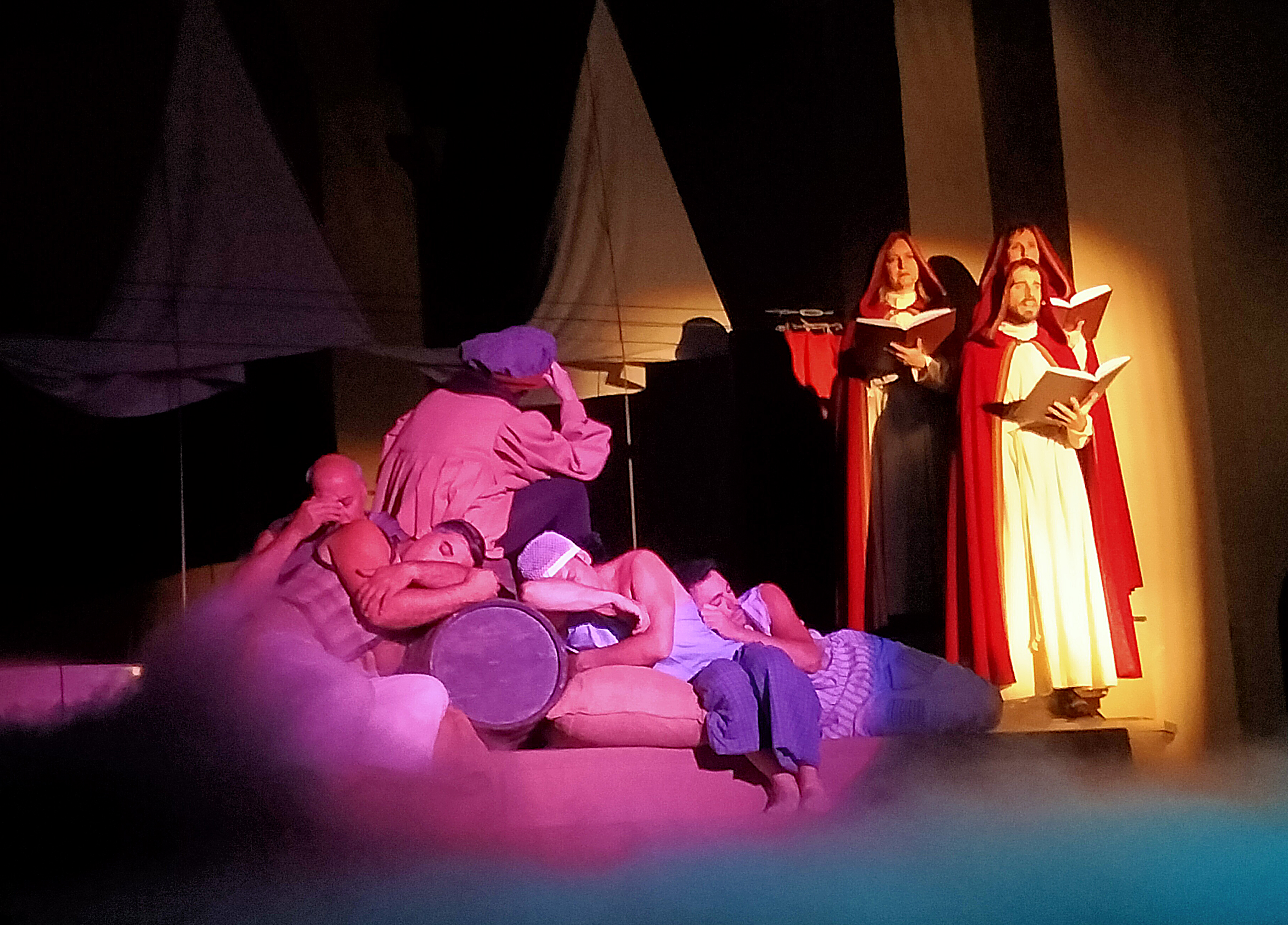
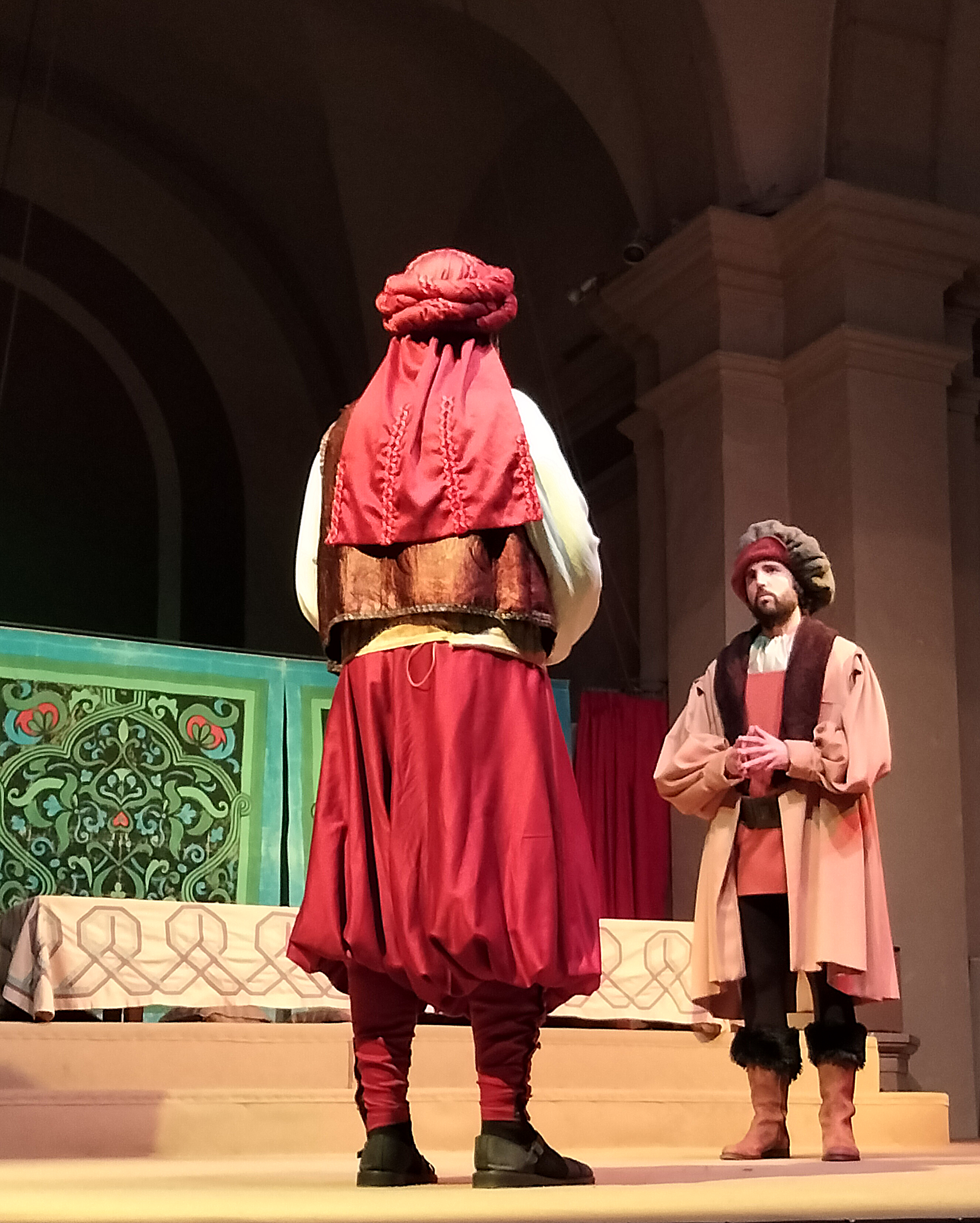
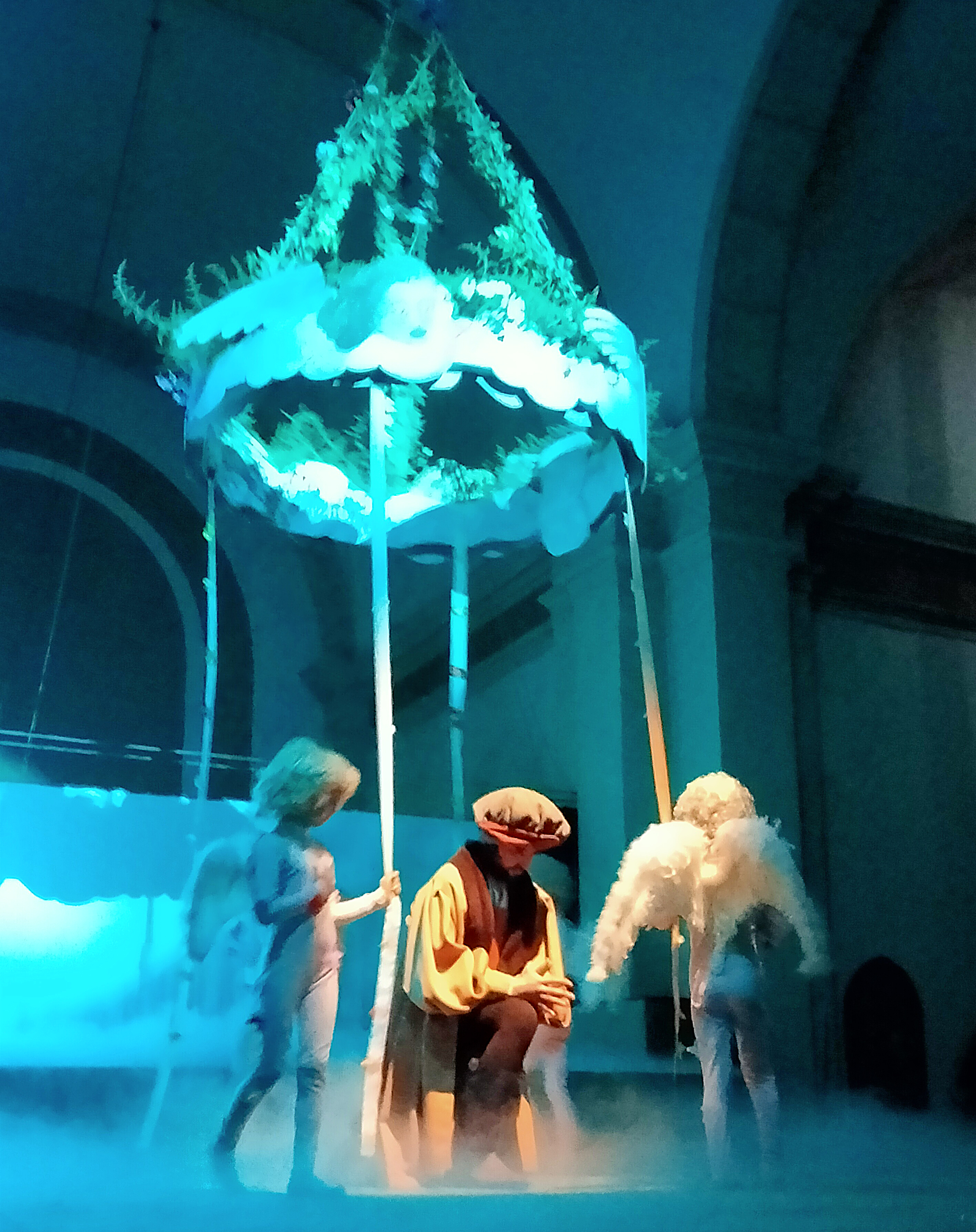
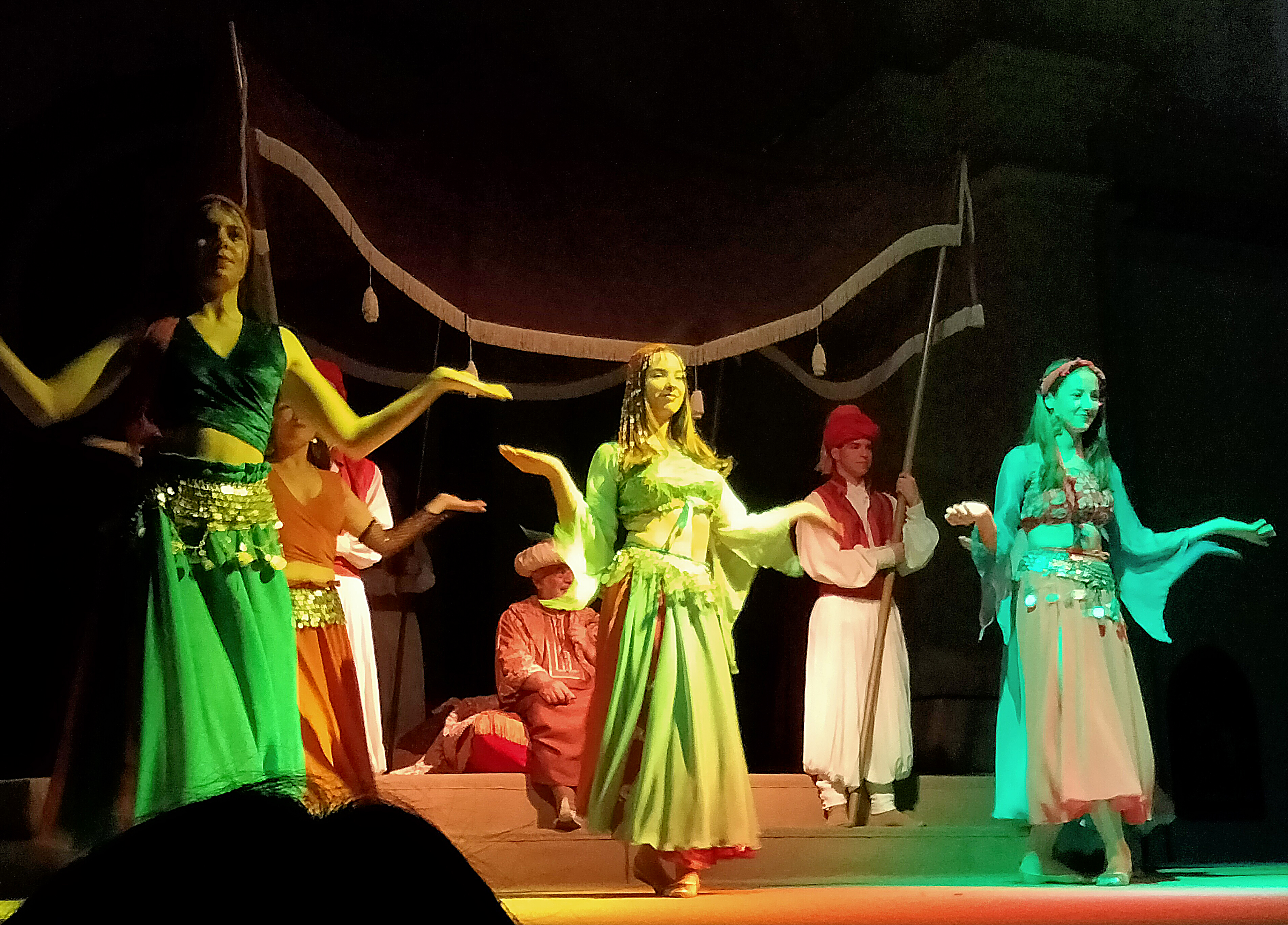
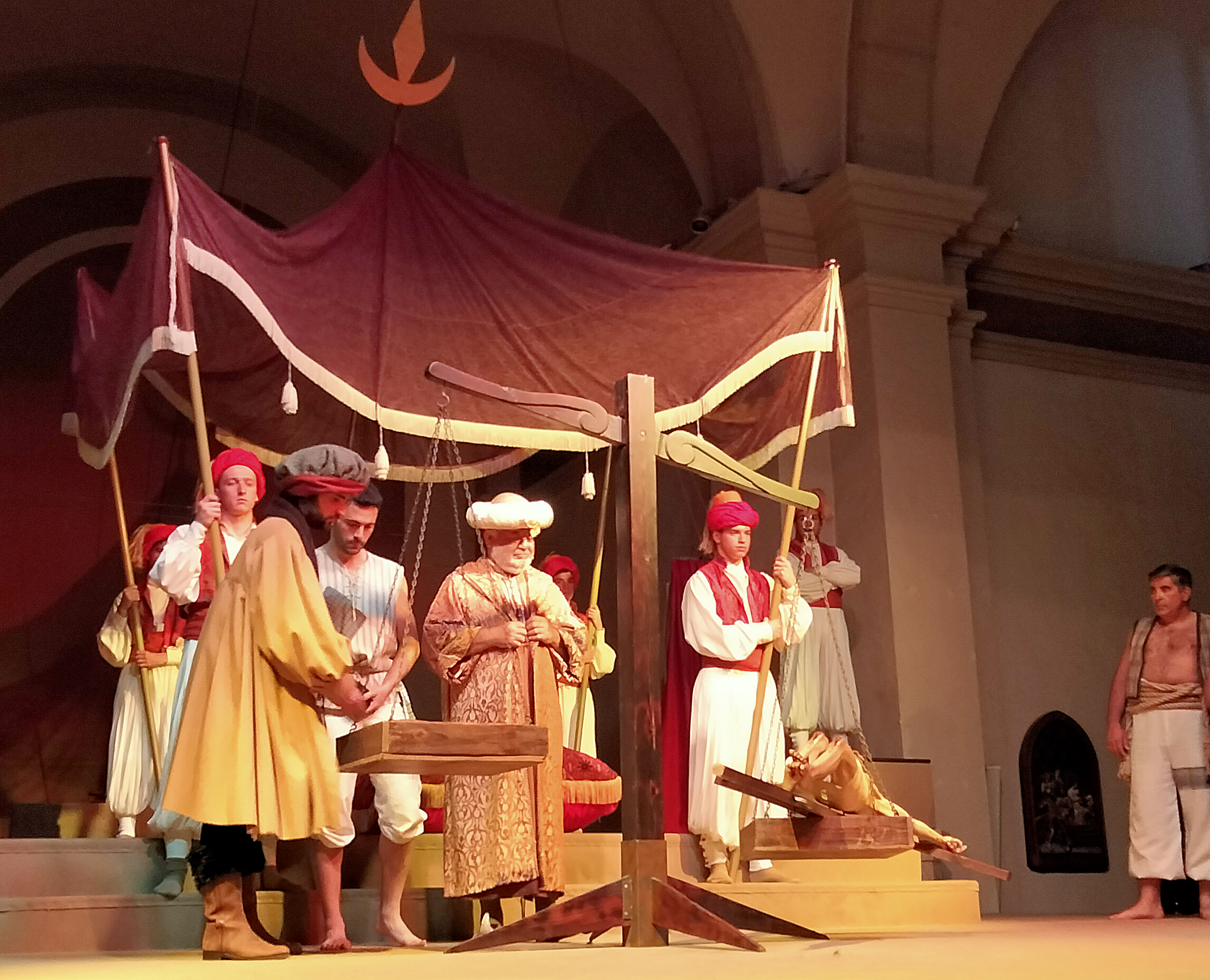
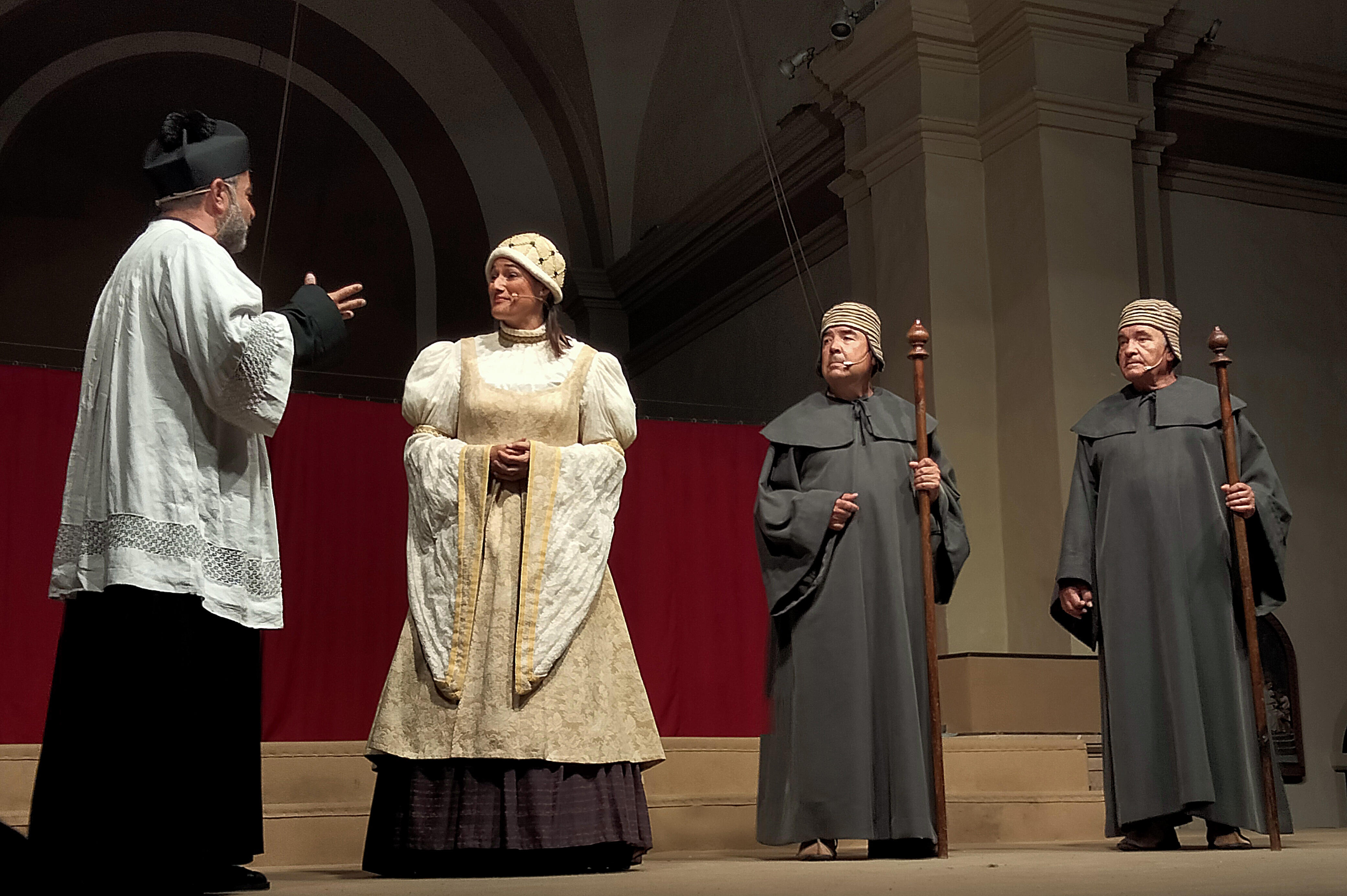
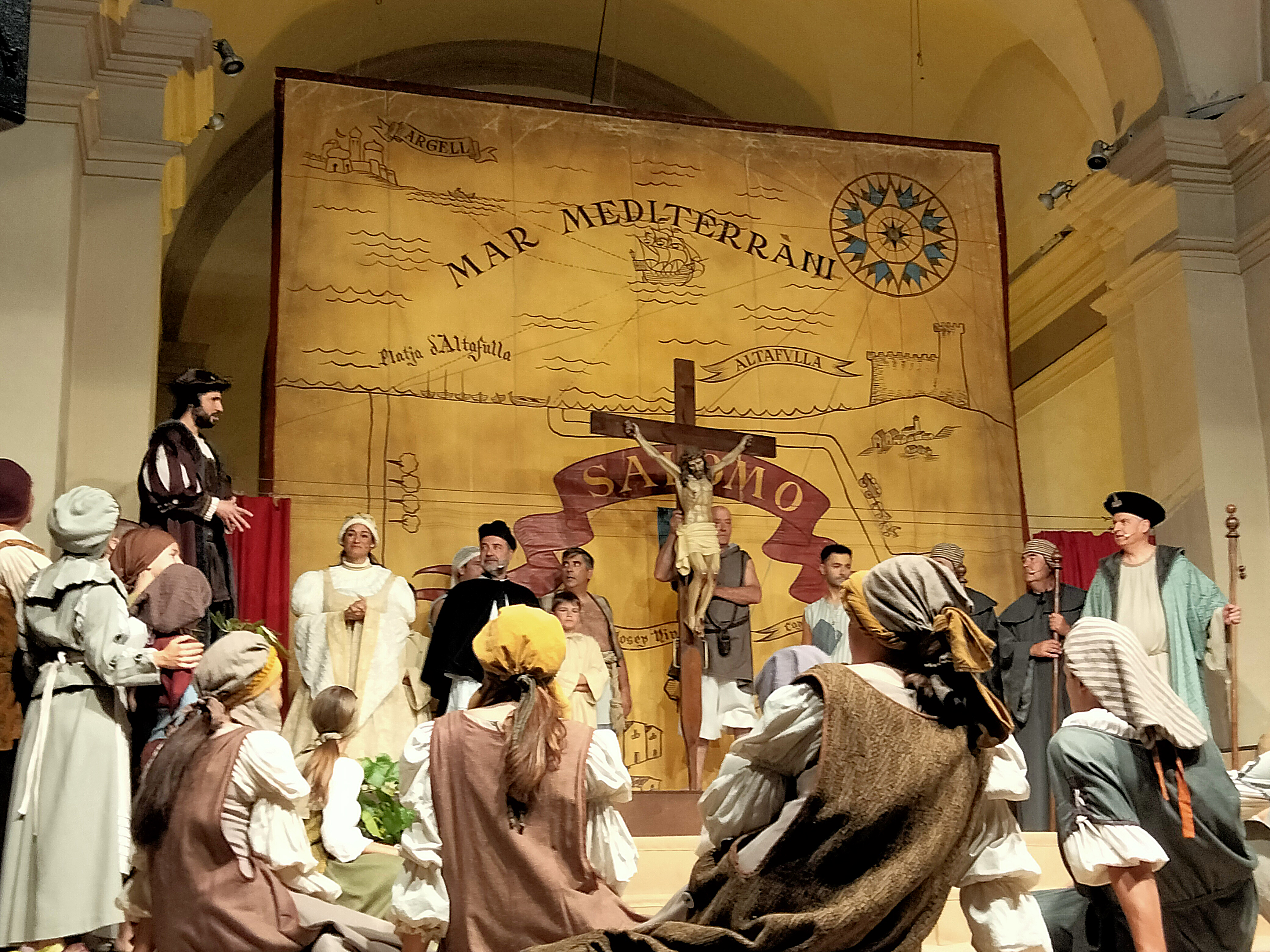
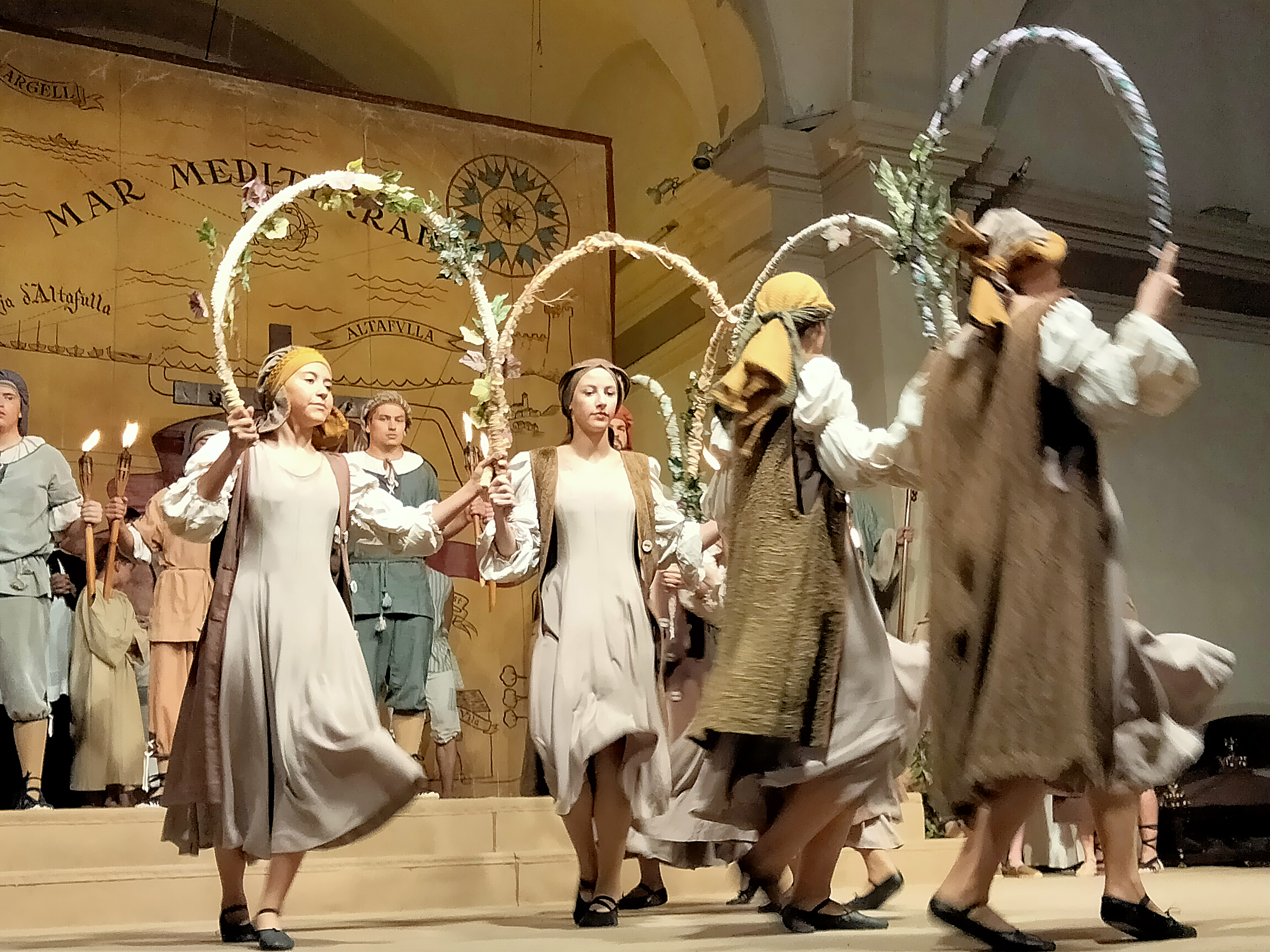
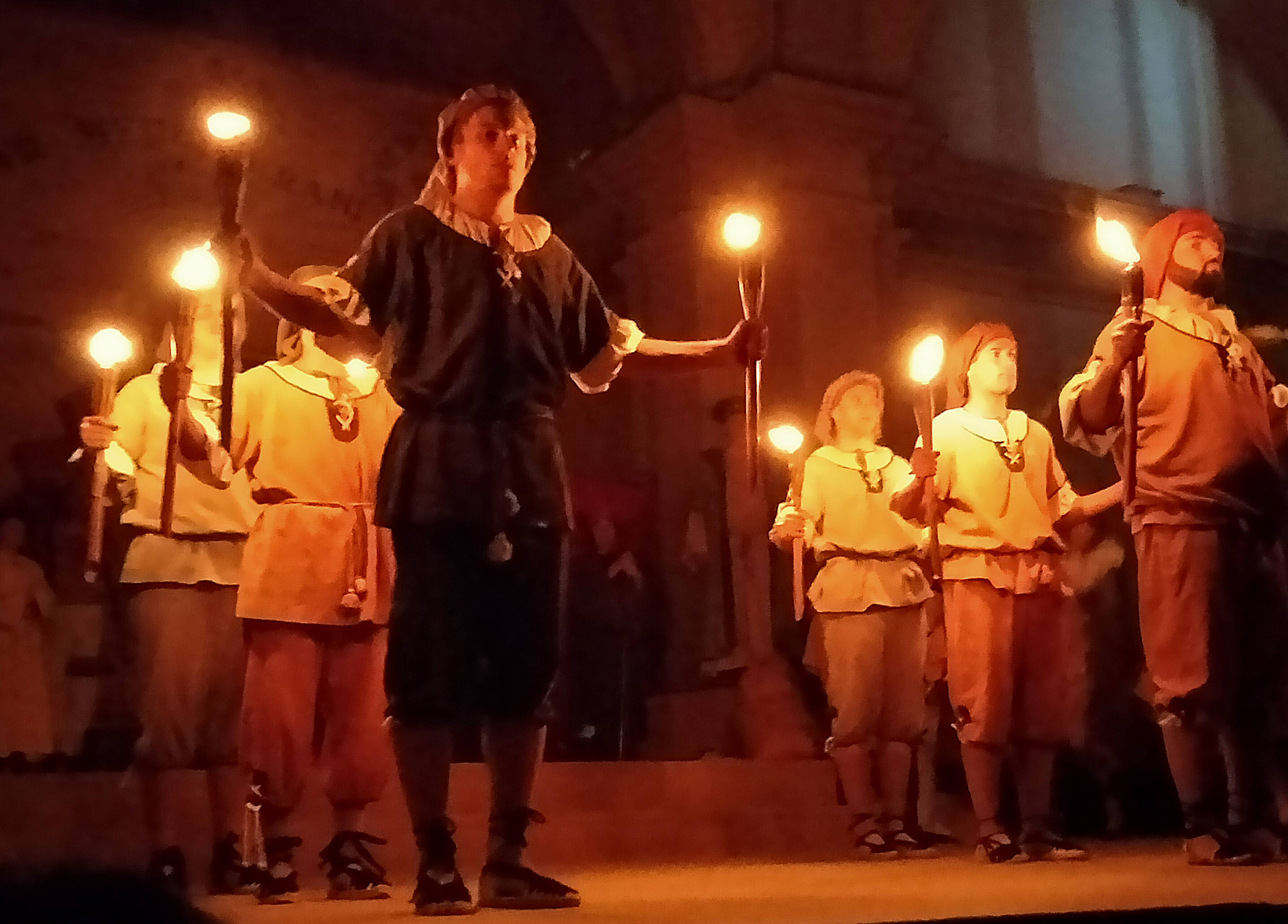
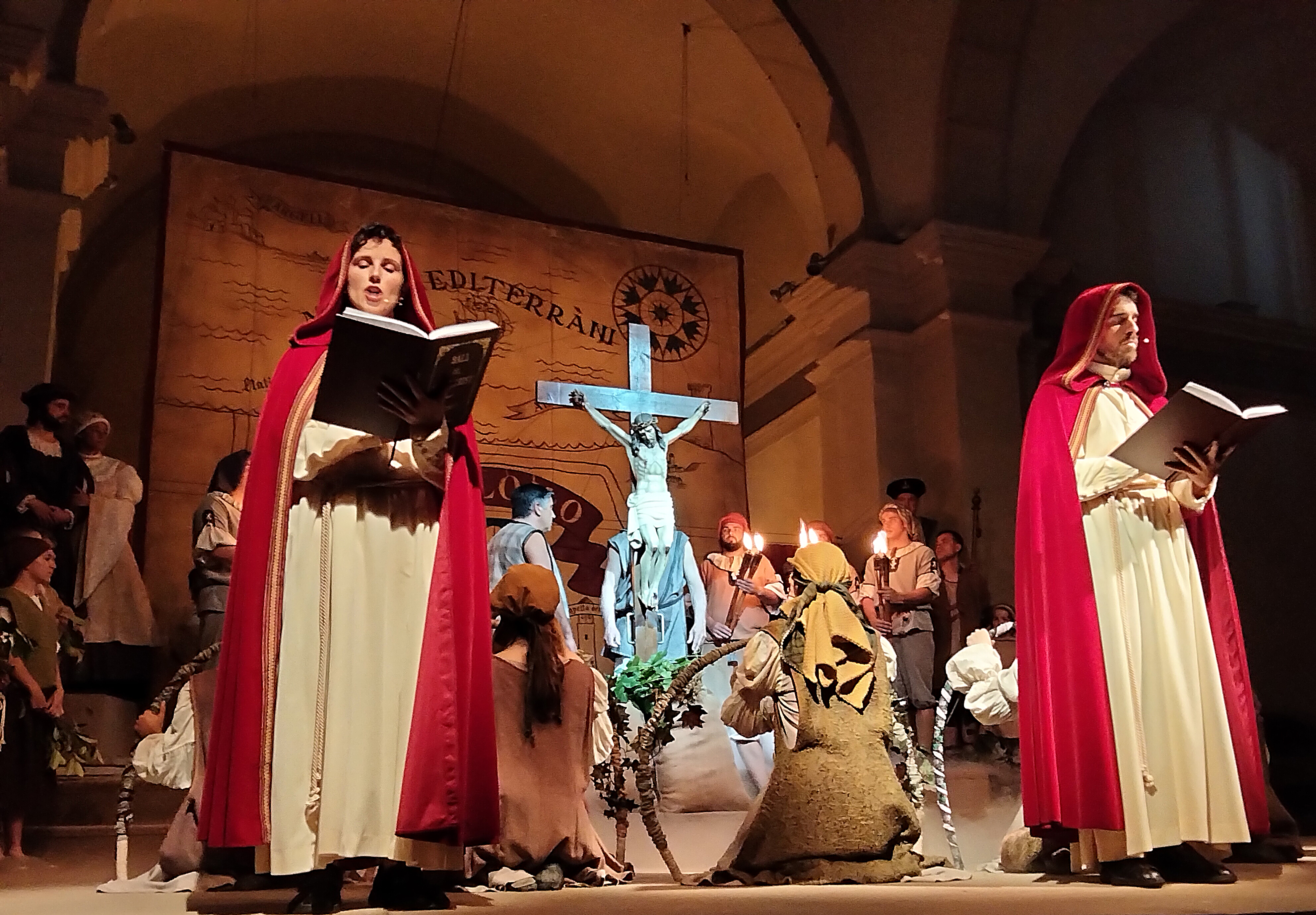